# Reciclatge de plàstic

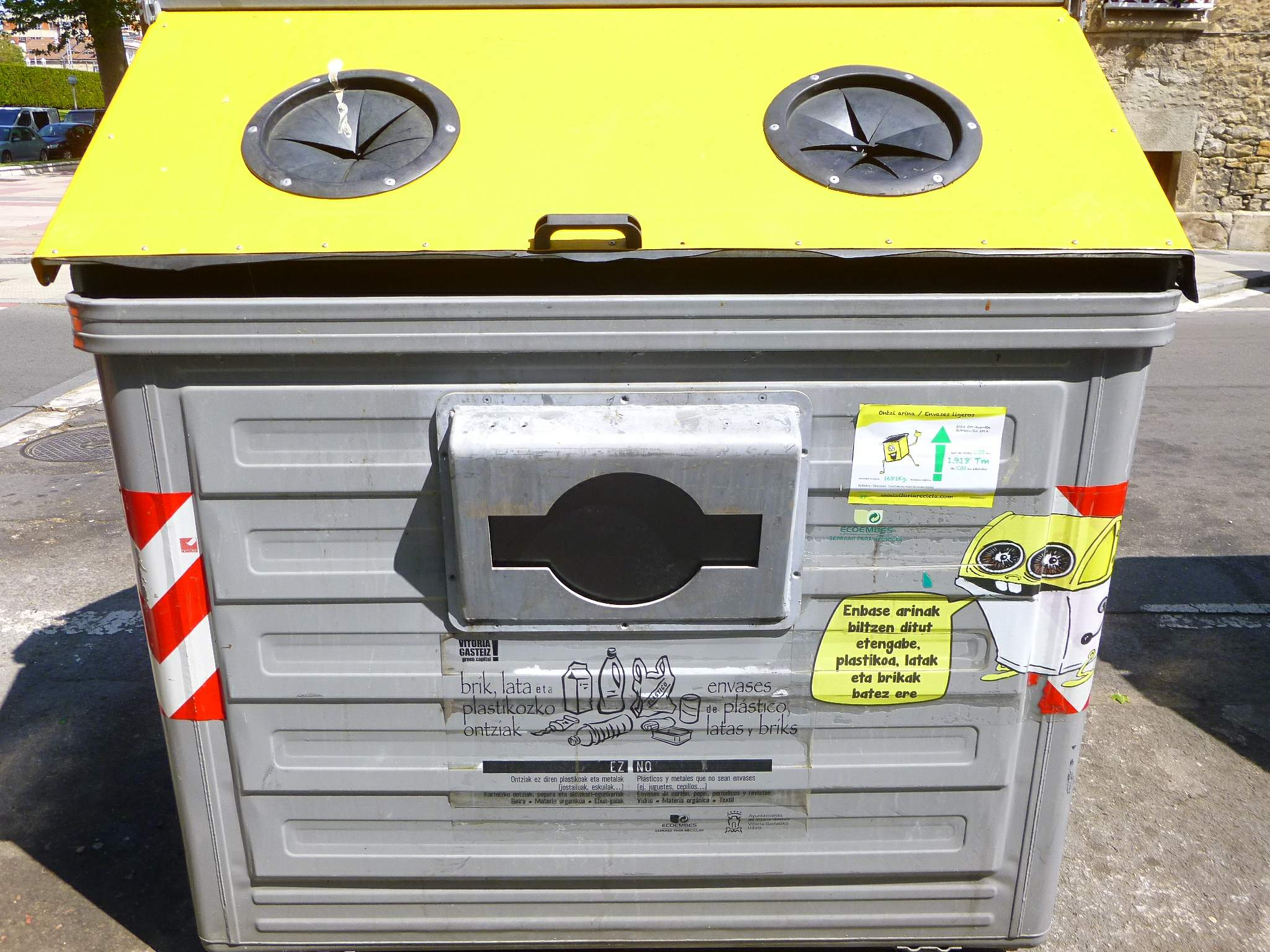
Imatge d'un contenidor groc per a plàstic i envasos.

El reciclatge de plàstic és el procés de recuperació de deixalles de plàstics. Les tres principals finalitats del plàstic reciclat són la reutilització directa, l'aprofitament com a matèria primera per a la fabricació de nous productes i la seva conversió com a combustible o com a nous productes químics.

## Procés del reciclatge
Abans del seu reciclatge, els plàstics es classifiquen d'acord al seu tipus de resina. Tot i que s'han utilitzat diversos mètodes al llarg del temps per distingir les resines, actualment s'utilitzen els infrarojos. Després de separar-los es trituren i s'eliminen les impureses, com les etiquetes de paper. Després es fon i es divideix en esferes petites que posteriorment s'utilitzen per a la fabricació d'altres productes.
Hi ha tres principals tipus de reciclatge:
- Reciclatge mecànic: mètode que consisteix a separar els plàstics per classe, rentar-los i triturar fins a convertir-los en petits trossos que es fondran en motlles per produir nous productes.
- Reciclatge químic: mètode que consisteix en la degradació del plàstic mitjançant calor per a resultar novament molècules simples.
- Recuperació energètica: mètode que converteix el plàstic en un combustible per a la generació d'energia.

A Espanya el reciclatge mecànic és el més estès seguit del químic. L'abocador continua sent la destinació majoritària per a tot el plàstic que es rebutja a Espanya, aconseguint el 65%.
A l'Amèrica Llatina la consciència ambiental està donant els seus primers passos, El procés més utilitzat és el reciclatge mecànic encara que en alguns països, com Mèxic, van més avançats en la investigació i implementació de l reciclatge químic, l'objectiu és la recuperació dels components químics per reutilitzar-los en nous plàstics per reduir alguns costos i aconseguir la mateixa qualitat d'un polímer original.
Les empreses que reciclen poden treballar amb PET, PEAD, PVC, PEBD, PP, PS i altres plàstics com ara Policarbonat (PC), Poliamida (PA), ABS, SAN, EVA, Poliuretà (PU) i Acrílic (PMMA).
Les destinacions per al plàstic reciclat són els següents mercats:
- peces industrials
- Ampolles i bidons
- Làmines i bosses
- canonades
- Perxes, calçat i mobiliari
- Parament de la llar

## Quantitat de reciclatge
La quantitat de plàstics reciclats ha augmentat cada any. S'estima que els residus de plàstic dels Estats Units en 2008 va ser de 33,6 milions de tones, de les quals 2,2 milions de tones (6,3%) van ser reciclats, 2,6 milions (7,7%) van ser cremades per produir energia i 28,9 milions de tones (86%), van anar a parar a abocadors.
A Europa es van generar aproximadament 25.100.000 de tones de plàstic, de les quals es van recuperar el 59,1% (25,1% reciclat i 34,1 recuperat energèticament) i el 40,9% es va dur a eliminació (abocador)
Els principals plàstics recuperats són:
1. Polietilè, inclosos el polietilè de baixa densitat (PEBD) i el polietilè d'alta densitat (PEAD)
2. Polipropilè (PP)
3. Policlorur de vinil (PVC)
4. Poliestirè sòlid (PS) i expandit (PS-E)
5. Polietilè tereftalat (PET)
6. Poliuretà (PUR)

## Desafiaments en el reciclatge del plàstic
A causa dels diferents pesos moleculars de les seves llargues cadenes de polímer, els plàstics tenen una baixa entropia de barreja. Pel que quan diferents tipus de plàstic es barregen, tendeixen a separar-se en capes per fases, com l'oli i l'aigua, de tal manera que els tipus de plàstics han de ser idèntics per a barrejar-se eficientment. Les interfícies entre fases causen punts estructurals febles en el material que s'obté, de manera que les mescles de diferents polímers posseeixen molt pocs usos.
Un altre problema al reciclar el plàstic és l'ús de tints, farcits i altres additius que estan en els plàstics, són generalment molt difícils d'eliminar sense fer mal al plàstic.
Una última barrera és que molts dels petits articles de plàstic comuns, com els coberts de plàstic, no tenen el símbol universal del triangle i el seu número corresponent.

## Codi d'identificació de plàstics
A nivell mundial s'utilitzen en la indústria d'embalatge i contenidors cinc tipus de grups de polímers plàstics, cadascun d'ells posseeix propietats específiques (veure taula adjunta per entendre millor). Cada grup de polímer plàstic s'identifica per la seva Codi d'Identificació Plàstic o PIC (per les sigles en anglès) -en general un nombre o un àlies. Per exemple el Polietilè de Baixa Densitat, (Low-Density Polyethylene) s'identifica pel nombre "4" o les lletres "LDPE". El PIC es presenta contingut dins d'un símbol triangular de tres fletxes successives. El símbol indica si un tipus de plàstic pot ser reciclat per obtenir nous productes.
El PIC va ser creat per la Societat de la Indústria del Plàstic, de manera de disposar d'un sistema uniforme per a la identificació de diferents tipus de polímers i ajudar a les empreses de reciclatge a separar els diferents tipus de plàstic per a la seva reprocessament. En alguns països és obligatori que els fabricants de productes plàstics col·loquin identificacions PIC.
| Codi d'Identificació de Plàstic | Tipus de polímer plàstic             | propietats                                                                                               | Usos comuns en envasos i contenidors | Temperatura de fusió i Temperatura de transició vítria (°C) | Mòdul de Young (GPa)                 |
| ------------------------------- | ------------------------------------ | --- | --- | ----------------------------------------------------------- | ------------------------------------ |
|                                 | Tereftalat de polietilè (PET, PETE)  | Claredat, duresa, resistència, barrera als gasos i al vapor.                                             | Begudes gasoses, ampolles d'aigua i de condiments per a amanides; flascons de mantega de cacauet i melmelades | Tf = 250; Tv = 76                                           | 2-2.7                                |
|                                 | Polietilè d'alta densitat (HDPE)     | Duresa, resistència, resistència a la humitat, permeabilitat al gas.                                     | Canonades per a aigua, galledes de 10 litres, ampolles per a llet, suc i aigua; bosses de compres, envasos de xampú i perfums | Tf = 130; Tv = -125                                         | 0.8                                  |
|                                 | Policlorur de vinil (PVC)            | Versatilitat, facilitat d'barrejat, duresa, resistència.                                                 | El PVC va ser un dels primers plàstics utilitzats per fabricar ampolles per oli i aigua mineral i després va ser reemplaçat pel PET només per una raó de producció i costos. El film que s'utilitza per embolicar carn, fruita i verdures en els supermercats és PVC flexible. Encara més podríem dir que gairebé el 100% de l'aigua potable que arriba a les nostres vivendes són a través de tubs PVC, atès que l'aigua potable és considerat un aliment. Les bosses de sang i els catèters que condueixen sèrum i transfusions al nostre cos són de PVC, des de fa més de 30 anys salvant milers de vides i conservant aquest líquid vital en les millors condicions i durant més temps que el vidre al qual el PVC va desplaçar no trobant a la data un substitut. El PVC és a més utilitzat en un sens fi d'aplicacions, tant en la seva forma rígida com flexible. Tubs per a conduir aigua, perfils per a fabricació de finestres, aïllament flexible per a cables elèctrics, perfils per a cel ras, perfils per a persianes, pisos flexibles per al transport públic i per a hospitals, targetes de crèdit i dèbit, lones per a publicitat i cartelleria, teulades d'estadis, cuir ecològic per a tot tipus d'aplicació com tapisseria de la llar com automotriu, calçat esportiu, soles de tot tipus de calçat, botes de pluja, qualsevol tipus de tela impermeabilitzada, etc. | Tf = 240; Tv = 85                                           | 2.4-4.1                              |
|                                 | Polietilè de baixa densitat (LDPE)   | Facilitat de processament, duresa, resistència, flexibilitat, fàcil de segellar, barrera al vapor.       | Embalatge per a maquinari d'ordinador, com ara unitats de disc dur, targetes de pantalla i unitats de disc òptic. Bosses per aliments congelats; ampolles exprimibles, exemple. mel, mostassa; tapes flexibles per a contenidors. | Tf = 120; Tv = -125                                         | 0,17-0,28                            |
|                                 | Polipropilè (PP)                     | Duresa, resistència, resistència a la calor, productes químics, greix i oli, versàtil, barrera al vapor. | Vaixella reusable per microones; elements de cuina; contenidors per a iogurt; contenidors descartables per a aliments que es poden posar al microones; tasses descartables; plats. | Tf = 173; Tv = -10                                          | 1.5-2                                |
|                                 | Poliestirè (PS)                      | Versatilitat, claredat, fàcil de donar-li forma                                                          | Caixes per a ous, tasses, plats, safates i coberts descartables; contenidors per a aliments take-away descartables; | Tf = 240 (només isotactic); Tv = 100 (atactic i isotactic)  | 3-3.5                                |
|                                 | Un altre (sovint policarbonat o ABS) | Depenent dels polímers o combinació de polímers                                                          | Ampolles per gasoses; biberons per a nadons. Usos del policarbonat diferents d'embalatge: discos compactes; vidres "irrompibles"; gabinets d'aparells electrònics; lents inclosos lents per sol, lents receptats, llums per a automòbils, escuts per manifestacions, panells d'instruments; | Policarbonat: Tf = 225; Tv = 145                            | Policarbonat: 2.6; ABS plàstics: 2.3 |